# Motronic
Motronic je registrirano ime za tehnologiju koja digitalno kontrolira benzinske motore. Može se potpuno programirati. Razvila ga je njemačka kompanija Robert Bosch GmbH. Tehnologija je uvedena 1979. godine, a ime Motronic je izvedeno iz riječi Motorelektronic.